# Scotopteryx lozerae
Scotopteryx lozerae là một loài bướm đêm trong họ Geometridae.